# Valdemorales
Valdemorales és un municipi de la província de Càceres, a la comunitat autònoma d'Extremadura (Espanya).

## Geografia
El municipi se situa sobre la serra de Serra de Montánchez la qual té dues alineacions muntanyoses separades per una àmplia vall on se situa, en la seva zona més baixa, la població de Valdemorales. La cresta oriental és més escarpada que la  occidental i els seus pics més significatius són «Cerro de San Cristóbal», «Cancho del Águila» i el «Cerro Limón» mentre que a l'occidental es troben els de «Cerro del Pajar», «Acebuchal», «Las Torrecillas» i «El Cañazo».
La vall on està situat Valdemorales fa de petit port (pas d'una vall a un altre entre dues muntanyes) de pas entre l'altiplà trujillano-Càceres i les Vegas Altes del riu Guadiana que estan en cotes que es diferencien en 200 m. Els corrents d'aigua més importants són el «Arroyo de Santa Ana» i el «Regato del Cañazo». El clima és mediterrani subtropical amb hiverns suaus i temperatura mitjana anual de 17 °C la qual cosa fa que, enmig de zones de extremat calor, sigui una zona de benestar tèrmic.